# Abu Dhabi Tour
L'Abu Dhabi Tour és una cursa ciclista professional per etapes que es disputa a l'emirat d'Abu Dhabi (Emirats Àrabs Units), al mes d'octubre. Es va crear el 2015, formant part de l'UCI Àsia Tour amb categoria 2.1. El 2017 passà a formar part de l'UCI World Tour.
El 2019 la prova es va fuionar amb el Tour de Dubai, per formar l'UAE Tour que passa a ser una cursa de l'UCI World Tour.

## Palmarès
| Any  | Vencedor                    | Segon           | Tercer                    |
| ---- | --------------------------- | --------------- | ------------------------- |
| 2015 | Esteban Chaves Rubio        | Fabio Aru       | Wout Poels                |
| 2016 | Tanel Kangert               | Nicolas Roche   | Diego Ulissi              |
| 2017 | Rui Alberto Faria da Costa  | Ilnur Zakarin   | Tom Dumoulin              |
| 2018 | Alejandro Valverde Belmonte | Wilco Kelderman | Miguel Ángel López Moreno |